# こうま・すう
こうま・すう（1947年11月22日 - ）は日本の漫画家。島根県大田市出身、男性。他にこうます信行のペンネームを持つ。本名は幸増信行。
芳文社の漫画雑誌『コミックマガジン』でデビュー。

## 主な作品
- ひまわりくん（『花のおまわりさん』のタイトルでも連載）※フジテレビの月曜ドラマランドで1985年ドラマ化された。
- 番長くん
- オーナーくん
- ちょっと来てナツコさん（1995年、神奈川新聞、福井新聞、琉球新報、福島民報、十勝毎日新聞）
- 政治漫画（北海道新聞）